# Sheng Shicai
Sheng Shicai (cinese: 盛世才, pinyin: Shèng Shìcái; Wade-Giles: Sheng Shih-ts'ai; Kaiyuan, 1897 – Taipei, 13 luglio 1970) è stato un generale e politico cinese, signore della guerra e dittatore dello Xinjiang dal 12 aprile 1933 al 29 agosto 1944.

## Biografia
Da giovane frequentò l'Accademia dell'Esercito Imperiale Giapponese per poi arruolarsi nel Guominjun, l'esercito nazionalista cinese che lo inviò con pieni poteri militari in Xinjiang nel 1930 sotto la protezione del governatore Jin Shuren. Il loro prestigio venne scosso dalla ribellione Kumul (febbraio - ottobre 1931) che egli riuscì a reprimere solo grazie all'aiuto dell'Unione Sovietica, a cui in cambio concesse parecchie prerogative tanto che si poté parlare di un controllo quasi totale dell'URSS sullo Xinjiang. Il console sovietico ad Ürümqi era di fatto il vero governatore della regione, anche se prima di prendere una qualsiasi decisione chiedeva il parere di Sheng. Lo Xinjiang era considerato all'epoca un "satellite sovietico", essendo sotto il totale controllo di Mosca.
Il 12 aprile 1933 Sheng Shicai divenne Capo dello Stato, ma la sua politica anti-kazaka e anti-musulmana portò a una rivolta islamica scoppiata nel 1937: egli riuscì a reprimerla e poco dopo inizierà, in concomitanza con le grandi purghe staliniane, una serie di atti repressivi che porteranno all'arresto e all'eliminazione fisica di 435 presunti cospiratori "fascisti e trockisti" tra cui il console sovietico Garegin Apresov, il generale Ma Hushan, Ma Shaowu, Mahmud Sijan, il Capo del Governo dello Xinjiang Huang Han-chang e Hoja-Ni. Lo Xinjiang divenne in pratica un protettorato sovietico, nonostante le proteste del Partito Comunista Cinese che puntava alla riunificazione di tale territorio con la madrepatria.
Su richiesta di Stalin, Sheng Shicai aderì al Partito Comunista dell'Unione Sovietica in occasione di una sua visita ufficiale nello Stato comunista avvenuta nell'agosto del 1938 e ricevette la tessera numero 1859118 direttamente dalle mani del Ministro degli Esteri Vjačeslav Molotov (lo Xinjiang, di conseguenza, era cinese solo di facciata: in realtà ogni decisione politica passava al vaglio dell'ambasciata sovietica a Tihwa, oggi Ürümqi): si fece notare come un persecutore delle minoranze etniche del paese e per il frequente utilizzo della tortura contro gli avversari politici.
Nel 1942, ritenendo possibile un crollo dell'URSS all'epoca invasa dalle potenze dell'Asse, divenne improvvisamente anti-sovietico e condannò a morte numerosi comunisti tra cui Mao Zemin, fratello di Mao Zedong, nella speranza di assicurarsi l'appoggio del Kuomintang per continuare nel suo incarico governativo. Dopo la battaglia di Stalingrado, tuttavia, ritenendo che i vecchi alleati di un tempo fossero ormai sul punto di vincere cambiò nuovamente fronte e chiese ausilio sovietico con una lettera indirizzata a Stalin che però, memore del tradimento subìto, si rifiutò di ausiliarlo. Anche la Cina nazionalista lo considerava ormai una persona poco fidata e Chiang Kai-shek provvide, su richiesta di Stalin, a rimuoverlo dall'incarico nell'agosto del 1944.
Gli antimaoisti però cominciarono a pensare che egli potesse diventare un prezioso alleato in vista della scontro che li avrebbe opposti al PCC e l'11 settembre 1944 Sheng venne nominato da Chiang Kai-shek Ministro dell'Agricoltura e delle Foreste; quando si trasferì nella Repubblica di Cina, portò con sé il tesoro che aveva accumulato durante gli anni di governo in Xinjiang: ci vollero cinquanta camion per trasportare i 1.500 chilogrammi d'oro e i 15.000 chilogrammi d'argento da lui posseduti. Dopo la sconfitta del Kuomintang nella guerra civile cinese, si trasferì nel 1949 in Taiwan, dove non ricevette nessun incarico di rilievo.
Nel 1958 fu autore insieme ad Allen S. Whiting del libro Sinkiang: Pawn or Pivot. L'esponente del Kuomintang Chen Lifu lo descrisse nelle sue memorie come una persona sospettosa e paranoica, preoccupato di far circondare la sua abitazione di guardie del corpo armate di tutto punto e intento nottetempo a schedare tutte le persone con cui aveva rapporti personali. Sheng Shicai era sposato con Ch'iu Yü-fang ed aveva quattro figli, due delle quali nate in Xinjiang.